# Procavia transvaalensis
Procavia transvaalensis — вимерлий вид дамана з пліо-плейстоцену ПАР. Залишки цього виду були знайдені в багатьох місцях в країні, включаючи Сварткранс і Кромдраай.

## Опис
У порівнянні з сучасним даманом, P. transvaalensis був приблизно на 50% більшим у лінійних розмірах. Він вважався спеціалізованим на степових середовищах існування і був менш близьким до сучасного дамана, ніж інші вимерлі види роду